# Masud Khan
Pour les articles homonymes, voir Khan (homonymie).
Mohammed Masud Raza Khan, né le 21 juillet 1924 à Jhelum (Pakistan) et mort en 7 juin 1989 à Londres, est un psychanalyste britannique d'origine pakistanaise. Il est exclu de la Société britannique de psychanalyse après divers scandales.

## Biographie
Après des études de littérature, Khan entreprend une psychanalyse avec Ella Freeman Sharpe, John Rickman et Donald Winnicott, puis il devient lui-même analyste. Ses deux premières analyses se terminent de manière dramatique, par le décès d'Ella Sharpe à la fin de la première année d'analyse et de Rickman au cours de sa troisième année d'analyse. Son analyse avec Winnicott est un peu plus longue, mais non moins troublée: modifications fréquentes du nombre de séances hebdomadaires, manquement à des séances, interruptions, collaborations dans des projets éditoriaux, par exemple. Khan fait ensuite une brève supervision avec Melanie Klein, puis une autre plus longue avec Anna Freud, laquelle soulignait souvent que Khan connaissait l'œuvre de son père mieux que quiconque et se levait pour le protéger à chaque fois que la Société britannique se mettait en colère contre lui[réf. nécessaire], et encore une supervision avec Winnicott. Khan a été pendant une vingtaine d'années un collaborateur de Winnicott, et a participé à l'édition de plusieurs de ses écrits. Il est directeur de publication de The International Psychoanalytic Library (API), membre des comités de rédaction de l'International Journal of Psychoanalysis et de la Nouvelle Revue de psychanalyse. Il appartenait au Groupe des Indépendants jusqu'à son exclusion définitive de la Société de psychanalyse.

## Controverses et exclusion de la Société britannique de psychanalyse
Masud Khan a été impliqué dans un certain nombre de scandales, qui lui ont valu dans un premier temps l'interdiction d'exercer comme didacticien, puis en 1988, après un deuxième scandale, son exclusion définitive de la Société britannique de psychanalyse. 
- En 1976, il est accusé de relations contraires à l'éthique avec des étudiantes et des analysantes.
- En 1987-1988, il fait des remarques antisémites dans son étude d'une situation analytique[2].

## Recherches
Il est l'auteur d'une œuvre théorique originale, notamment ses livres Le Soi Caché et Figures de la perversion. Dans La Capacité de rêver, note clinique, il fait l'hypothèse que le sujet utilise son monde intérieur et son espace de rêve pour actualiser des expériences instinctuelles et des relations d'objet. Il s'intéresse également à la notion de « traumatisme cumulatif », dans laquelle il indique une participation de la mère dans la création du système de pare-excitation de l'enfant. Il reprend également la notion de faux self théorisée par Donald Winnicott.

## Publications
- Le Soi caché, Paris, Gallimard, 1976 traduction C. Monod,  (ISBN 2-07-029382-3)
- Figures de la perversion, Paris, Gallimard, 1981, traduction C. Monod,  (ISBN 2-07-026515-3)
- Passion, solitude et folie, Paris, Gallimard, 1985, traduction M. Tran Van Khai et C. Monod,  (ISSN 0768-0902)